# Ivinhema Esporte Clube
Ivinhema Esporte Clube foi um clube brasileiro de futebol da cidade de Ivinhema, no estado de Mato Grosso do Sul.

## História
Fundado em 1 de janeiro de 1986, suas cores eram azul e branco. Disputou a primeira divisão do Campeonato Sul-Mato-Grossense na década de 1990, tendo como melhor participação uma semifinal na edição de 1998. Disputou a seletiva para a Copa Centro-Oeste contra o Ubiratan de Dourados, e se classificou para a competição, sendo eliminado ainda na primeira fase. 
No estadual de 1999, a equipe disputou apenas dois jogos e desistiu da competição, foi multado e expulso da FFMS.